# Zhang Lin
Zhang Lin (n. 6 ianuarie 1987, Beijing, Republica Populară Chineză) este un înotător chinez, medaliat olimpic. A participat la o ediție a Jocurilor Olimpice (2008) în care a câștigat o medalie de argint.